# Ungerns Grand Prix 1989
Ungerns Grand Prix 1989 var det tionde av 16 lopp ingående i formel 1-VM 1989.

## Resultat
1. Nigel Mansell, Ferrari, 9 poäng
2. Ayrton Senna, McLaren-Honda, 6
3. Thierry Boutsen, Williams-Renault, 4
4. Alain Prost, McLaren-Honda, 3
5. Eddie Cheever, Arrows-Ford, 2
6. Nelson Piquet, Lotus-Judd, 1
7. Alex Caffi, BMS Scuderia Italia (Dallara-Ford)
8. Emanuele Pirro, Benetton-Ford
9. Jean Alesi, Tyrrell-Ford
10. Derek Warwick, Arrows-Ford
11. Stefano Modena, Brabham-Judd
12. Martin Brundle, Brabham-Judd
13. Jonathan Palmer, Tyrrell-Ford

### Förare som bröt loppet
- Luis Pérez Sala, Minardi-Ford (varv 57, kollision)
- Gerhard Berger, Ferrari (26, växellåda)
- Riccardo Patrese, Williams-Renault (54, vattenläcka)
- Stefan "Lill-Lövis" Johansson, Onyx-Ford (48, växellåda)
- Alessandro Nannini, Benetton-Ford (46, växellåda)
- Bertrand Gachot, Onyx-Ford (38, växellåda)
- Satoru Nakajima, Lotus-Judd (33, olycka)
- Mauricio Gugelmin, March-Judd (27, elsystem)
- Ivan Capelli, March-Judd (26, hjul)
- Michele Alboreto, Larrousse (Lola-Lamborghini) (26, motor)
- Piercarlo Ghinzani, Osella-Ford (20, elsystem)
- Pierluigi Martini, Minardi-Ford (19, hjul)
- Andrea de Cesaris, BMS Scuderia Italia (Dallara-Ford) (0, koppling)

### Förare som ej kvalificerade sig
- Rene Arnoux, Ligier-Ford
- Olivier Grouillard, Ligier-Ford
- Christian Danner, Rial-Ford
- Volker Weidler, Rial-Ford

### Förare som ej förkvalificerade sig
- Nicola Larini, Osella-Ford
- Philippe Alliot, Larrousse (Lola-Lamborghini)
- Yannick Dalmas, AGS-Ford
- Bernd Schneider, Zakspeed-Yamaha
- Gabriele Tarquini, AGS-Ford
- Roberto Moreno, Coloni-Ford
- Gregor Foitek, EuroBrun-Judd
- Aguri Suzuki, Zakspeed-Yamaha
- Pierre-Henri Raphanel, Coloni-Ford

## VM-ställning
| Förarmästerskapet 1. Alain Prost, McLaren-Honda, 56 2. Ayrton Senna, McLaren-Honda, 42 3. Nigel Mansell, Ferrari, 34 | Konstruktörsmästerskapet 1. McLaren-Honda, 98 2. Williams-Renault, 42 3. Ferrari, 34 |